# شاق جدا (فلم)
شاق جدا هو فيلم وثائقي تم إنتاجه في الولايات المتحدة وصدر في سنة 2011.

## روابط خارجية
- شاق جدا على موقع IMDb (الإنجليزية)
- شاق جدا على موقع ميتاكريتيك (الإنجليزية)
- شاق جدا على موقع روتن توميتوز (الإنجليزية)
- شاق جدا على موقع نتفليكس (الإنجليزية)
- شاق جدا على موقع قاعدة بيانات الأفلام العربية
- شاق جدا على موقع Turner Classic Movies (الإنجليزية)
- شاق جدا على موقع أول موفي (الإنجليزية)
- شاق جدا على موقع فيلمافينيتي (الإسبانية)
- شاق جدا على موقع قاعدة بيانات الفيلم (الإنجليزية)
- شاق جدا على موقع ليتربوكسد (الإنجليزية)